# Khanabad (rivière)
Pour les articles homonymes, voir Khanabad.
Le Khanabad est une rivière d'Afghanistan qui coule dans les provinces de Takhâr et de Kondôz. C'est un affluent du Kunduz en rive droite, donc un sous-affluent de l'Amou Daria.

## Géographie
Le Khanabad naît au sud-est de la province de Takhâr dans les hautes montagnes de l'Hindou Kouch afghan oriental, recouvertes de glaciers et de neiges éternelles. Il s'écoule en direction du nord-ouest et reçoit dans son cours supérieur de nombreux affluents issus comme lui de glaciers. Jusqu'à la petite localité de Churi (un peu au nord de la ville de Farkhar), le Khanabad coule dans une vallée étroite et encaissée, mais aborde une large plaine à cet endroit. Il continue alors sa route vers l'ouest-nord-ouest, une partie de ses eaux étant utilisée pour l'irrigation. Il arrose la ville de Taloqan, chef-lieu de la province de Takhâr et traverse peu après la limite de la province de Kondôz. Là, il traverse Khanabad, et s'oriente à l'ouest vers la ville de Kunduz qu'il contourne par le nord. Trente kilomètres après Kunduz, il conflue avec le Kunduz qui peu après confluera avec l'Amou Daria.
La longueur du Khanabad est d'environ 400 kilomètres.

## Affluents
Le Khanabad reçoit de multiples affluents, alimentés principalement par la fonte des neiges et des glaciers au printemps et en été. On peut citer :
- Le Warsaj, venu du sud de la province de Takhâr.
- Le Khost, affluent très abondant issu des glaciers et des neiges de la province de Baghlan.
- Le Chal
- Le Narik

## Localités principales traversées
Province de Takhâr :
- Warsaj, chef-lieu du district de Warsaj
- Farkhar, chef-lieu du district de Farkhar
- Taloqan, chef-lieu de la province de Takhâr

Province de Kondôz :
- Khanabad
- Kunduz